# Futur (revue)
Pour les articles homonymes, voir Futur (homonymie).
Futur est une publication mensuelle française au format grand folio parue entre octobre 1952 et avril 1956 visant à défendre l'homosexualité masculine et à combattre la loi d'août 1942 interdisant les relations homosexuelles en dessous de l'âge de 21 ans.
D'abord intégrée à la communauté homosexuelle française, la revue s'en retrouve isolée en raison de son rejet du lesbianisme et de son combat pour l'égalisation de la majorité sexuelle entre hétérosexuels et homosexuels, mené de façon parfois provocante, plusieurs articles faisant notamment l'éloge de la pédérastie ou éphébophilie, ce qui entraine sa condamnation judiciaire et sa disparition.

## Positionnement politique et philosophique
Futur est la première revue européenne visant explicitement à améliorer la vie des homosexuels, se nommant elle-même « organe de combat pour l'égalité et la liberté sexuelle »,. Cette liberté sexuelle, dans la lignée d'André Gide et en particulier de Corydon que la revue invoque comme référence, s'applique pour la revue à la fois aux relations entre hommes et aux relations entre un homme et un adolescent, dans un contexte où la « protection des mineurs » est utilisée en France pour réprimer toute l'homosexualité masculine, y compris entre deux adultes. Ce positionnement, particulièrement visible dans le dernier numéro de la revue qui contient une photographie érotique d'un adolescent, lui vaut l'isolement du reste de la communauté homosexuelle française.
La revue se place initialement comme héritière du rapport Kinsey et de l'objectivation scientifique de la sexualité en remplacement d'une vision fondée sur la religion morale,. Ce point de vue les amène à se positionner contre l'avortement en invoquant la nature, ce qui les éloigne du mouvement féministe, et par extension aux lesbiennes qui y sont alors très liées.
Outre leur position sur l'avortement, la revue s'est aliéné dès le début de sa parution les lesbiennes françaises : lorsque l'une d'elles écrivit au magazine pour regretter le parti pris uniquement masculin des articles, supposant un biais inconscient, les auteurs ont répondu qu'il s'agissait de leur ligne éditoriale, les lesbiennes ne subissant pas selon eux d'homophobie, contrairement aux homosexuels masculins et l'homosexualité féminine étant, toujours selon eux, un simple sentiment passager.
La revue critique aussi vivement la vie homosexuelle parisienne d'avant guerre, la trouvant trop efféminée, trop flamboyante, et pas assez respectable.

## Relations avecArcadie
Si les relations avec la revue Arcadie sont cordiales à la création de la revue en 1954, celles-ci se dégradent très vite, Arcadie reprochant à Futur ses positionnements pédérastiques tandis que Futur trouve Arcadie trop focalisée sur la culture et pas assez sur la politique et la vie concrète des homosexuels.
Cette animosité va jusqu'à la tentative d’Arcadie de refuser la participation de Futur à un congrès international de la presse homosexuel organisé en France ; cette position, non-comprise par les autres organisateurs, amène à l'annulation du congrès et l'isolement d'Arcadie au sein du réseau de la presse homosexuelle européenne.

## Répression
La revue est interdite à l'affichage dès son deuxième numéro et à la vente aux moins de 21 ans. Futur est aussi condamnée pour « atteinte aux mœurs » en 1956. Le directeur de la revue, Jean Thibault, alors âgé d'une vingtaine d'années, est alors condamné à la prison pendant plusieurs mois pendant lesquels la revue cesse d'être publiée. Une nouvelle condamnation provoque la fin de la parution de la revue ainsi que la fuite de Jean Thibault hors de France afin d'échapper aux poursuites.